# (7481) San Marcello
(7481) San Marcello est un astéroïde de la ceinture principale découvert le 11 août 1994 à San Marcello Pistoiese par les astronomes italiens Andrea Boattini et Maura Tombelli.

## Historique
Sa désignation provisoire, lors de sa découverte le 11 août 1994, était 1994 PA1.

## Caractéristiques
Sa distance minimale d'intersection de l'orbite terrestre est de 1,820 510 ua.